# فيليب كامبوس
فيليب كامبوس (بالإسبانية: Felipe Campos)‏ (8 نوفمبر 1993 بسانتياغو في تشيلي - ) هو لاعب كرة قدم تشيلي في مركز الدفاع. شارك مع منتخب تشيلي تحت 20 سنة لكرة القدم ومنتخب تشيلي لكرة القدم. أما مع النوادي، فقد لعب مع نادي بالستينو.

## وصلات خارجية
- فيليب كامبوس على موقع قاعدة بيانات كرة القدم.إي يو (الإنجليزية)
- فيليب كامبوس على موقع Soccerway.com (الإنجليزية)
- فيليب كامبوس على موقع AS.com (الإسبانية)